# Смирнов, Алексей Борисович (политик)
Алексей Борисович Смирнов (род. 27 мая 1973, Навля, Брянская область) — российский политический деятель. Губернатор Курской области с 16 сентября по 5 декабря 2024 года (врио 12 мая — 16 сентября 2024).

## Биография
В 1995 году окончил Курский государственный сельскохозяйственный институт имени профессора И. И. Иванова. В 2001 году окончил Курский филиал Орловской региональной академии государственной службы по специальности «Государственное и муниципальное управление».
С 1998 по 2004 год работал на различных должностях в Комитете ЖКХ Курской области: консультантом отдела развития сферы бытовых, коммунальных услуг и лицензирования; начальником экономического отдела; заместителем председателя комитета; первым заместителем председателя комитета.
С 2004 по 2010 год работал на различных должностях в администрации города Курска: заместителем главы — председателем Комитета ЖКХ г. Курска; заместителем главы по ЖКХ, транспорту, имуществу и земельным отношениям.
В 2011 году занимал должность заместителя руководителя администрации городского поселения Сергиев Посад.
С 2011 по 2012 год — советник министра жилищно-коммунального хозяйства Московской области; начальник управления нормирования и реконструкции объектов жилищно-коммунального назначения.
С 2012 по 2015 год — заместитель министра строительного комплекса Московской области.
С 2015 по 2016 год — первый заместитель министра строительного комплекса Московской области.
С 3 ноября 2018 года — заместитель губернатора Курской области.
С 16 марта 2021 года — первый заместитель губернатора Курской области, одновременно с августа 2022 года — председатель Правительства Курской области.
12 мая 2024 года назначен исполняющим обязанности губернатора Курской области (15 мая данное решение подтверждено указом президента России).
В июне 2024 года вступил в партию «Единая Россия».
8 сентября 2024 года, в единый день голосования врио губернатора Курской области Смирнов победил на выборах главы региона, набрав 65,28 % голосов. 16 сентября вступил в должность губернатора Курской области.
5 декабря 2024 года президент России Владимир Путин принял отставку губернатора Курской области Алексея Смирнова по собственному желанию. Врио главы Курской области назначен Александр Хинштейн.
15 апреля 2025 года вместе со своим бывшим первым заместителем Алексеем Дедовым был задержан по подозрению в мошенничестве. Смирнова обвиняют в хищении бюджетных средств, выделенных на возведение оборонительных сооружений. Ущерб оценивается в 800 млн рублей. На следующий день Мещанский районный суд Москвы арестовал бывшего губернатора. Свою вину он не признал.

## Награды
- Почётная грамота Президента Российской Федерации.
- Почётный работник жилищно-коммунального хозяйства Российской Федерации.
- Нагрудный знак «80 лет освобождения Гомельской области от немецко-фашистских захватчиков»[24].